# Georg Asplund
Georg Kristian Asplund, född 3 september 1873, död 16 januari 1963 i Västerleds församling, Stockholm, var en svensk keramiker och porslinsmålare.
Asplund anställdes 1890 vid Rörstrands porslinsfabrik som formgivare och porslinsmålare. Under sin tid vid fabriken formgav han kakelugnar, kakelplattor och prydnadsföremål. Han var från 1911 anställd vid Gefle Porslinsfabrik där han bland annat formgav serviserna Alpviol och Lena. Hans föremål signerades G.A. Asplund är begravd på Norra begravningsplatsen utanför Stockholm.